# Cebu

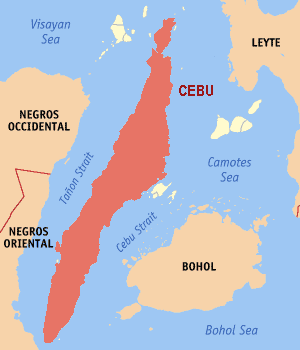
Położenie wyspy Cebu

Cebu – wyspa w środkowej części Filipin pomiędzy cieśninami Cebu i Tañon; otoczona 167 mniejszymi wysepkami. Długość 217 km, szerokość do 32 km; powierzchnia 4422 km², 3 miliony mieszkańców (najgęściej zaludniona wyspa Filipin).
Powierzchnia górzysta, z kilkoma szczytami ponad 700 m n.p.m. (najwyższy 1073 m n.p.m.), na wybrzeżu wąskie, żyzne niziny z uprawą kukurydzy, tytoniu, trzciny cukrowej, bawełny, palmy kokosowej. Wydobycie węgla brunatnego, rud miedzi, złota i srebra; przemysł włókienniczy, spożywczy (rafinacja cukru), rybołówstwo. Wyspa jest znana też jako miejsce śmierci Magellana.
Główne miasta to: Cebu City, Danao, Talisay, Mandaue.